# Temenis dilutior
Temenis dilutior är en fjärilsart som beskrevs av Hans Fruhstorfer 1907. Temenis dilutior ingår i släktet Temenis och familjen praktfjärilar. Inga underarter finns listade i Catalogue of Life.